# Adrian Lukis
Adrian Lukis, né le 28 mars 1957 à Birmingham, est un acteur britannique qui est apparu régulièrement à la télévision britannique depuis la fin des années 1980. 
Ses apparitions récentes[évasif] les plus notables sont le rôle du sergent Douglas (Doug) Wright, dans la série policière The Bill, et le rôle de Marc Thompson dans le drame judiciaire de la BBC, Judge John Deed.

## Biographie
Adrian Lukis a étudié au Drama Studio London. Il est apparu régulièrement, dans le rôle du Dr. David Shearer, dans Peak Practice entre 1997 et 1999. Il a joué également le rôle de George Wickham dans Orgueil et Préjugés, l'adaptation réalisée en 1995 par la BBC du roman de Jane Austen, Orgueil et Préjugés. Il était auparavant apparu dans The Casebook of Sherlock Holmes, Miss Marple et Prime Suspect.
Au théâtre, en 1995, il participe à la pièce de Botho Strauss, The Park (d'après le Songe d'une nuit d'été de Shakespeare), dans une production de la Royal Shakespeare Company au  Pit Theatre à Londres, avec Tessa Peake-Jones, Louise Jameson, Simon Dormandy, Michael Jenn et Jo Stone-Fewings.
Adrian Lukis vit à Londres avec sa femme Michelle et sa fille Anna[réf. nécessaire].

## Filmographie partielle

### Au cinéma
- 2008 : Le Ronde de nuit (Nightwatching) de Peter Greenaway
- 2019 : Voyage au bout de la Terre (Amundsen) d'Espen Sandberg : George Curzon, 1er marquis Curzon de Kedleston
- 2023 : Ils étaient un seul homme (The Boys in the Boat) de George Clooney

### À la télévision
- 2017 : The Crown : Vice-Admiral Conolly Abel Smith :
  - La Compagnie des hommes  (saison 2 épisode 2) 
  - Lisbonne  (saison 2 épisode 3)
- 2018 : Collateral (mini-série, 4 épisodes)
- 2020 : Feel Good (mini-série, 6 épisodes)